# 杨绍清
杨绍清（1959年—），河北迁安人，汉族，中华人民共和国政治人物、第十二届全国人民代表大会山西地区代表。

## 生平
毕业于北方交通大学铁道车辆专业，加入中国共产党，2008年起担任全国人大代表。2010年4月3日，任太原铁路局局长，大秦铁路董事长。2013年，被选为全国人大代表。
2015年7月21日，杨绍清因班子成员办公用房面积全部超标，被免去太原铁路局局长的职务。